# Хомчук, Сергей Андреевич
Сергей Андреевич Хомчук (бел. Сяргей Анрэевіч Хамчук; 1 июня 1935, Царицыно — 18 мая 2003, Минск) — заслуженный тренер Белоруссии по лёгкой атлетике.

## Биография

### Семья
Его отец Андрей Сергеевич Хомчук, кавалер ордена Трудового Красного Знамени, возглавлял до войны крупное рыбное хозяйство «Борисовские пруды» в Москве, где заказывали рыбу адъютанты Хрущёва, Микояна, Ворошилова. После войны семья переехала в Киев, где А. Хомчук возглавил Научно-исследовательский институт рыбного хозяйства. Возмутившись безалаберностью первого секретаря ЦК КПУ Никиты Хрущёва, из-за которого дохла выведенная учёными новая порода рыбы, попал в немилость к партийному деятелю. В 1953 году Хомчук-старший принял приглашение первого секретаря ЦК КПБ Николая Патоличева о переезде в Минск.

### Спорт
Сергей Хомчук начал заниматься спортом в 1950 году. Его первыми учителями в лёгкой атлетике стали известные в прошлом спортсмены: чемпионы СССР Василий Сидорко, Иван Анисимов, Павел Савельев.
В Минске тренировался в группе заслуженного тренера СССР Бориса Левинсона, подготовившего первых белорусских олимпийцев в составе команды СССР на Играх-1952 Анатолия Юлина и Тимофея Лунева.
В 1957 году окончил БГОИФК. Впоследствии более четырёх десятилетий работал тренером Мингороно, ДСО «Буревестник», старшим тренером Миноблсовета «Динамо».
С 1970 по 1976 гг. — старший тренер молодёжной сборной СССР по спринту, участник матчевых встреч СССР-США.

## Достижения, значение
Подготовил чемпионов СССР в спринте среди юношей и юниоров Валерия Тихонкова, Бориса Лютаревича, Владимира Переверзева (конец 1960-х — начало 1970-х годов), участников Олимпийских игр Любовь Рунцо (Игры-1972, эстафета 4×400 метров) и Алексея Лёлина (Игры-2000, прыжки в высоту) и др. Многих своих учеников С. Хомчук вёл со школы до уровня кандидатов и мастеров спорта.
Заслуженный тренер Белорусской ССР (1969).
На вопрос, почему его воспитанники, побеждавшие в юношеском, юниорском возрасте, терялись во взрослом спорте, Хомчук отвечал:

«Мои ученики никогда не применяли анаболиков. Медикаментозный метод восстановления у меня напрочь отсутствует. Единственное и самое здоровое средство — послетренировочный душ. Зато девочки рожают нормальных детей. Практически ни у кого нет проблем со здоровьем после завершения спортивной карьеры. По большому счету, это — главное… Чтобы подготовить классного спортсмена, нужно 8-10 лет. При этом все звенья должны работать в единой цепочке: тренер — спортбаза — медицина — трудоустройство — организация учёбы и материальное стимулирование. А у нас звенья выскакивают — вот цепочка и рвется».— .
Среди специалистов лёгкой атлетики Хомчук слыл блестящим педагогом, методистом, «лучшим детским тренером» Беларуси. Спорт использовал для совершенствования человеческих качеств своих учеников. Как результат, воспитанники С. Хомчука защитили кандидатские диссертации по физике, математике, экономике, стали известными докторами, судьями, журналистами….

## Память
Ежегодно в декабре в минском легкоатлетическом манеже «Динамо» проводится Межгосударственная матчевая встреча по лёгкой атлетике памяти заслуженного тренера Республики Беларусь Сергея Хомчука.
Каждый год несколько поколений его учеников собираются вместе, чтобы вспомнить наставника.

## Интересные факты
- После подготовки на переломе 1960-70-х группы перспективных спринтеров в Минске и успешной работы с молодёжной сборной Советского Союза по спринту главный тренер сборной СССР Николай Политико хотел сделать Хомчука главным тренером всей молодёжной сборной страны. Помешало то обстоятельство, что его протеже не был членом КПСС, а без этого руководителями высокого уровня не становились[1].
- Под руководством С.Хомчука начинала свой путь в спорте будущая четырёхкратная олимпийская чемпионка по фехтованию Елена Белова[1].